# Podgorac
 Ovo je glavno značenje pojma Podgorac. Za druga značenja pogledajte Podgorac (razdvojba).
Hrvatsko seljačko pjevačko društvo "Podgorac" naziv je umjetničkog društva iz Gračana kod Zagreba. Pod ravnanjem gospodina Mirka Cajnera snimili su nosač zvuka pod nazivom Božićne pjesme kojega je objavio Jugoton 1966. godine. Bila je to prva objava gramofonske ploče s hrvatskim božićnim pučkim napjevima nakon II. svjetskog rata. Njena dobra prodaja, koja je dijelom ispunila postojeću 'žeđ' za takvom vrstom glazbe, dovela je do mnogih partijskih sastanaka s temom zabrane odnosno onemogućavanja njene daljnje distribucije i izazvala žestoke reakcije komunističke strahovlade u Hrvatskoj.
‎

## Djela
- Božićne pjesme, 1966.

Sadrži 15 napjeva.
- A1		Narodi Nam Se
- A2		Veselje Ti Navješćujem
- A3		Kyrie Eleison
- A4		Djetešce Nam Se Rodilo
- A5		Svim Na Zemlji
- A6		O Pastiri
- A7		Radujte Se, Narodi
- A8		O Betleheme...

- B1		U Se Vrime Godišća
- B2		Veseli Se, Majko Božja
- B3		Rodio Se Bog
- B4		Uspavanka Malome Isusu
- B5		Spavaj, Sinko
- B6		O Pastiri, Vjerni Čuvari
- B7		Tri Kralja Jahahu